# Institut polytechnique de Paris
L'Institut polytechnique de Paris, ou IP Paris est un établissement public d’enseignement supérieur et de recherche qui réunit actuellement six grandes écoles d’ingénieurs françaises et a été créé par décret du 31 mai 2019. Il regroupe en tant qu'établissements-composantes :
- l'École polytechnique ;
- l'ENSTA ;
- l'ENSAE Paris du Groupe des écoles nationales d'économie et statistique ;
- l'École nationale des ponts et chaussées ;
- Télécom Paris de l'Institut Mines-Télécom ;
- Télécom SudParis de l'Institut Mines-Télécom.

IP Paris ayant le statut d'établissement public expérimental, les établissements-composantes gardent leur personnalité morale.

## Historique

### Après-guerre: installation de l'École polytechnique sur le plateau de Saclay
En 1961, une commission étudie le passage à 400 élèves par promotion et conclut que le déménagement de l'École est nécessaire.
Dès 1963 le site de Palaiseau est proposé et la décision officielle du transfert est prise en 1964.
Les événements de Mai 68 ne touchent pas beaucoup l'École mais ils accélèrent et élargissent le processus des réformes. Certains professeurs et élèves, comme Louis Leprince-Ringuet et Laurent Schwartz, font le constat des carences de l'École. Ils critiquent un enseignement « resté encyclopédique », « profondément sclérosé », « très en retard sur celui des universités » et demandent l'instauration d'options,. Ces recommandations débouchent sur la loi du 15 juillet 1970. Polytechnique reçoit alors un statut civil (tout en restant rattachée au ministère de la Défense) et l'admission des femmes est autorisée à partir de 1972 : dès la première année sept femmes intègrent.
En 1976 le nouveau campus de Palaiseau est inauguré et l'École polytechnique quitte ses locaux historiques parisiens. En 1985, est créé le diplôme de docteur de l'École polytechnique, et en 1995, une nouvelle voie du concours est ouverte aux élèves internationaux.

### 2000: participation à la création de l'université Paris-Saclay
En 2000, la réforme du cycle polytechnicien fixe la durée du cursus à quatre ans, dont huit mois de formation militaire et humaine. En 2005, les premiers diplômes de master de l'École polytechnique sont délivrés.
En 2007, le pôle de recherche et d'enseignement supérieur (PRES) UniverSud Paris est créé sous la forme juridique d’un établissement public de coopération scientifique. Le pôle a trois membres fondateurs. L'École polytechnique devient membre fondateur de ParisTech et membre associé d'UniverSud Paris.
La Fondation de coopération scientifique Campus Paris-Saclay, présidée à l'époque par Alain Bravo, avait été créée pour fédérer les différents établissements universitaires et scientifiques, assurer la gestion des réseaux thématiques de recherche avancée (RTRA) Digiteo et Triangle de la physique et assurer la création de la communauté. En lien avec le projet d'aménagement du pôle technologique de Paris-Saclay, de nombreux établissements, comme Télécom Paris et Télécom SudParis, y prévoient leur déménagement,.
Après 2008, l'École polytechnique participe au développement de l'université Paris-Saclay dont la première rentrée se fait en 2014. Ses formations devraient notamment s'inscrire dans les écoles de sciences fondamentales et d'ingénierie.
En 2012, l'ENSTA Paris s'installe à Paris-Saclay, sur le campus de l'École polytechnique. Les travaux, qui comprennent la réalisation de cinq bâtiments, dont 430 logements et un gymnase, ont coûté 132 millions d'euros.
En juillet 2014, les membres de l'université Paris-Saclay, dont l'ENSTA Paris, l'École polytechnique, l'ENSAE, Télécom Paris et Télécom SudParis adoptent les statuts de la communauté d'universités et établissements (ComUE) Université Paris-Saclay, ce qui lui permettra de délivrer les diplômes de licence, master et doctorat. Les statuts sont approuvés par un décret signé le 29 décembre 2014. La première rentrée a lieu en septembre 2015.
En juin 2015, Bernard Attali présente à la demande du Premier ministre un rapport sur l’avenir et la stratégie de l’École, proposant une restructuration en profondeur de l’école et de l’université Paris-Saclay.

### 2017: séparation de l'université Paris-Saclay et création de l'Institut polytechnique de Paris
Confrontée aux désaccords entre ses membres (écoles contre universités, ministère de la Défense contre celui de l'Enseignement supérieur), l'université Paris-Sud propose en 2017 sa transformation en université Paris-Saclay, les écoles ne seraient qu’associées au futur établissement.
Le 25 octobre 2017, le projet de création d'un nouveau pôle scientifique et universitaire à Paris-Saclay est annoncé par le président Emmanuel Macron lors d'un discours à l'université Paris-Saclay. Les écoles faisaient alors partie de l'université Paris-Saclay, et elles s'en sont séparées.
Cette scission a fait suite à de fortes dissensions survenues dans cet ensemble entre les universités et les écoles d'ingénieurs. Prenant acte de ces blocages, le président a décidé que les écoles formeraient leur propre pôle scientifique, d'abord nommé NewUni, séparé de l'université Paris-Saclay.
Ces deux pôles doivent cohabiter l'un à côté de l'autre à Paris-Saclay.
En janvier 2018, une mission a été confiée à Jean-Lou Chameau sur ce sujet par trois ministres ; le rapport a été remis par M. Chameau le 20 juin 2018 ; le statut envisagé est celui d’un établissement public à caractère scientifique, culturel et professionnel dérogatoire, qui permettra aux établissements de conserver leur personnalité juridique.
L'intégration des écoles concernées en un nouvel ensemble plus grand est plus conforme au cycle universitaire, afin de les renforcer dans la concurrence internationale et mettre la France sur la scène mondiale des universités. Il est appelé à devenir un établissement de 10 000 étudiants, sélectif, délivrant les diplômes de licence, master et doctorat,.
HEC Paris s'est également allié au projet sans pour autant en devenir membre.Ainsi, le 15 septembre 2020, l'Institut co-fonde avec HEC Paris le centre de recherche en intelligence artificielle Hi! PARIS,. De plus, certaines mentions de Master sont partagées entre HEC et les écoles appartenant à l'IP Paris.
D'autres établissements d'enseignement supérieur ou de recherche pour l'ensemble de leurs activités ou au périmètre de certaines de leurs écoles ou organisme de formation peuvent devenir des établissements-composantes de l'Institut polytechnique de Paris. Leur candidature devra être approuvée par le conseil d'administration de l'Institut polytechnique de Paris.
Le nom temporaire « NewUni » devient « Institut polytechnique de Paris » en février 2019.
Le siège de l'Institut est fixé à Palaiseau, sur le campus de l'École polytechnique au cœur de Paris-Saclay. La première rentrée universitaire est celle de septembre 2019.

### 2024-2025: Intégration et fusions d'écoles
Le 7 novembre 2023, la Première ministre Élisabeth Borne adressait une lettre à Thierry Coulhon missionnant d’exécuter la volonté du gouvernement au sujet de l'intégration pleine et totale de l'École nationale des ponts et chaussées (ENPC) dans l'Institut Polytechnique de Paris, pour la fin du premier trimestre 2024. Elle devient effective le 15 juillet 2024.
Le 16 octobre 2023, le délégué général pour l'Armement remettait une lettre aux directeurs généraux de l'ENSTA Paris et de l'ENSTA Bretagne ordonnant la fusion des deux établissements afin de devenir uniquement l'Ecole nationale supérieure des techniques avancées (ENSTA). Ainsi, le campus de Brest sera administrativement intégré à l'Institut polytechnique de Paris au 1er janvier 2025.

## Classements nationaux et internationaux
| Nom du classement      | Année | Rang (monde) | Rang (France) |
| ---------------------- | ----- | ------------ | ------------- |
| CWUR                   | 2023  | 45           | 5             |
| QS Top Universities    | 2024  | 38           | 2             |
| Shanghai Ranking       | 2025  | 201-300      | 9-12          |
| Times Higher Education | 2024  | 71           | 3             |

Dans les classements internationaux, l'IP Paris est classé 38e en général (2eme en France) et 10e en termes d'employabilité (1er en France) par le QS World University Ranking. Par ailleurs, il est classé 71e par le Times Higher Education, 301-400 d'après le classement de Shanghai et 45e par le classement CWUR.

## Statuts

### Tutelle
L'Institut polytechnique de Paris est placé sous la tutelle conjointe du ministère de l'Économie et des Finances et du ministère des Armées. Le ministère chargé de l'Enseignement supérieur et de la Recherche participe à la définition de la stratégie académique de l'Institut.

### Missions
L'Institut polytechnique de Paris a pour missions l'élaboration collective d'un projet et d'une stratégie d'excellence partagés, ainsi que de la traduction de cette dernière en actions et programmes à mener dans une perspective pluriannuelle ; la mise en œuvre de ces actions et programmes ; la coordination de la formation et de la stratégie de recherche.

### Moyens d'action
L'établissement public alloue des financements aux services ; il négocie, conclut et gère tout acte juridique avec des partenaires publics ou privés, français ou étrangers ;  il finance ou contribue au financement de programmes ou projets de recherche menés par des écoles-membres ;  il recrute ses personnels et les gère ; il octroie des aides financières aux étudiants.

### Gouvernance
L'Institut polytechnique de Paris est administré par un conseil d'administration, assisté par un conseil académique. Il est dirigé par le président de l'Institut polytechnique de Paris, qui préside le conseil d'administration, assisté d'un comité exécutif.
Outre le président  le conseil d'administration comprend 27 membres : 7 représentants de l'État ;  2 représentants des collectivités territoriales : 9 personnalités qualifiées nommées par arrêtés conjoints du ministre chargé de l'économie et du ministre de la défense ; 9 représentants élus des personnels et usagers de l'Institut polytechnique de Paris et des écoles-membres ainsi que de leurs laboratoires ; 1 représentant des étudiants en formation d'ingénieurs ; 1 représentant des étudiants en formation doctorale.